# Steratmosfeer

Structuur van de zon

Foto is genomen in Frankrijk tijdens de Zonsverduistering van 1999.

Met de steratmosfeer wordt het buitenste gedeelte van een ster bedoeld, dat wat buitenom de kern van de ster zich bevindt, zoals om de zonnekern. De steratmosfeer is onderverdeeld in verschillende lagen:
- De fotosfeer, de buitenste en koelste laag, is normaal gesproken het enige zichtbare gedeelte van de ster.[1] Licht dat ontsnapt aan het oppervlak van een ster ontstaat in deze laag en dringt door de hoger gelegen lagen heen. De zon zijn fotosfeer heeft een temperatuur van zo'n 5.770 K tot 5.780 K.[2][3] Zonnevlekken, afgekoelde regionen, veroorzaakt door een verstoord magnetisch veld, liggen tevens op de fotosfeer.[3]
- Boven de fotosfeer bevindt zich de chromosfeer. Dit gedeelte van de atmosfeer koelt in eerste instantie af en stijgt dan in temperatuur tot wel 10 maal de temperatuur van de fotosfeer.
- Boven de chromosfeer ligt een transitiezone, waar de temperatuur rap begint toe te nemen.[4]
- Het buitenste gedeelte van de atmosfeer noemen we de corona, bestaande uit een vluchtig plasma met een temperatuur van meer dan een miljoen kelvin.[5] Hoewel alle sterren uit de hoofdreeks corona's en transitielagen vertonen, is dit niet in elke ster het geval. Het lijkt erop dat slechts enkele reuzen, en nog minder van de categorie superreus, een corona vertonen. Een nog altijd onopgelost vraagstuk in de astrofysica is hoe de stercorona tot zo'n immense hitte kan worden verwarmd. Het antwoord lijkt in het magnetisch veld te liggen, maar het exacte mechanisme is nog altijd onduidelijk.[6]

Tijdens een complete zonsverduistering vindt een occultatie van de zon plaats, waardoor de andere lagen zichtbaar worden. Tijdens een zonsverduistering is de zon zijn chromosfeer (kort) zichtbaar als een dunne roze boog, en zijn corona is als een halo te zien. Hetzelfde fenomeen is te zien tijdens een eclipserende dubbelster, waarbij de chromosfeer van gigantische sterren te zien zijn.

## Bron
- Dit artikel of een eerdere versie ervan is een (gedeeltelijke) vertaling van het artikel Stellar atmosphere op de Engelstalige Wikipedia, dat onder de licentie Creative Commons Naamsvermelding/Gelijk delen valt. Zie de bewerkingsgeschiedenis aldaar.